# Record Collector
Record Collector è un magazine mensile britannico di musica, fondato nel marzo 1980.